# О’Лири, Майк
Майк О’Лири (англ. Mike O'Leary) — американский кёрлингист.
В составе мужской сборной США участник и бронзовый призёр чемпионата мира 1966. Чемпион США среди мужчин.
Играл на позиции первого.

## Достижения
- Чемпионат мира по кёрлингу среди мужчин: бронза (1966).
- Чемпионат США по кёрлингу среди мужчин: золото (1966).

## Команды
| Сезон   | Четвёртый    | Третий      | Второй       | Первый      | Турниры             |
| ------- | ------------ | ----------- | ------------ | ----------- | ------------------- |
| 1965—66 | Брюс Робертс | Джо Збачник | Джерри Тутан | Майк О’Лири | ЧСША 1966 · ЧМ 1966 |

(скипы выделены полужирным шрифтом)